# Problepharoneura antiqua
Problepharoneura antiqua är en tvåvingeart som beskrevs av Allen L.Norrbom och Herbert Thomas Condon 1999. Problepharoneura antiqua ingår i släktet Problepharoneura och familjen borrflugor. Inga underarter finns listade i Catalogue of Life.